# Sezefredo Azambuja Vieira
Sezefredo Azambuja Vieira (São Francisco de Assis, 18 de julho de 1916  — 12 de fevereiro de 1993) foi um advogado e político brasileiro. 
Um dos cinco filhos do casal Anatalício Domingues Fortes Vieira e Firmina Azambuja Vieira, na escola era tido como um brilhante aluno. Aos 13 anos passou a frequentar o internato no Ginásio Estadual Santa Maria. Aos 18 anos ingressou na faculdade de direito da Universidade Federal do Rio Grande do Sul.
Em 1939, durante a Era Vargas, foi ativista do Partido da Ação Integralista Brasileira sendo preso e detido até março de 1940. Posteriormente, foi preso pela segunda vez onde acabou contraindo tuberculose e perdeu um pulmão mas conseguiu recuperar-se e retornou a vida pública, logo depois já como membro da Ordem dos Advogados do Brasil (OAB), mudou-se para a recém emancipada cidade de Canoas, sua profissão como advogado seria muito forte na cidade.[carece de fontes?]
Foi candidato a deputado estadual pelo Partido de Representação Popular em 1947 obtendo a suplência na Assembleia Legislativa do Rio Grande do Sul. Lá defendeu Canoas, adotando-a como sua cidade. Exerceu o mandato no ano de 1950. Em 1955 foi candidato a prefeito de Canoas. Seu vice na chapa era o também político Hugo Simões Lagranha. 
Após deixar a gestão do município, foi eleito vereador em 1959, tendo exercido a vereança por dois anos, vindo a renunciar ao mandato.
Sezefredo Azambuja Vieira faleceu em 12 de fevereiro de 1993, deixando sua esposa Zeferina Resende Vieira e três filhos. É reconhecido como um importante nome da historia do município. Sua esposa afirmava que muitas vezes pediu para que seu marido não ingressasse na política, pois ele era sensível, mas nada adiantou.